# Paul Pesthy
Paul Pesthy (né le 25 mars 1938 à Budapest et mort le 28 octobre 2008 à San Antonio) est un pentathlète moderne américain. Paul Pesthy a commencé le pentathlon en Hongrie avant d'émigrer aux États-Unis en 1958. Pesthy n'a participé au pentathlon qu'aux Jeux olympiques de 1964, mais il a été membre de l'équipe olympique américaine en 1964, 1968 et 1976 en tant qu'escrimeur.

## Palmarès

### Jeux olympiques
- Jeux olympiques de 1964 à Tokyo,  Japon
  -  Médaille d'argent par équipes[1].

### Championnats du monde
- Championnats du monde de pentathlon moderne 1963
  -  Médaille de bronze par équipes.